# Самерс (Айова)
Самерс (англ. Somers) — місто (англ. city) в США, в окрузі Калгун штату Айова. Населення — 128 осіб (2020).

## Географія
Самерс розташований за координатами 42°22′43″ пн. ш. 94°25′51″ зх. д. / 42.37861° пн. ш. 94.43083° зх. д. (42.378713, -94.430956).  За даними Бюро перепису населення США в 2010 році місто мало площу 0,90 км², уся площа — суходіл.

## Демографія
Згідно з переписом 2010 року, у місті мешкало 113 осіб у 55 домогосподарствах у складі 32 родин. Густота населення становила 126 осіб/км².  Було 68 помешкань (76/км²).
Расовий склад населення:
| - 95,6 % — білих - 0,9 % — азіатів |

До двох чи більше рас належало 3,5 %. Частка іспаномовних становила 0,0 % від усіх жителів.
За віковим діапазоном населення розподілялося таким чином: 21,2 % — особи молодші 18 років, 58,4 % — особи у віці 18—64 років, 20,4 % — особи у віці 65 років та старші. Медіана віку мешканця становила 48,1 року. На 100 осіб жіночої статі у місті припадало 113,2 чоловіків;  на 100 жінок у віці від 18 років та старших — 102,3 чоловіків також старших 18 років.
Середній дохід на одне домашнє господарство  становив 47 824 долари США (медіана — 42 813), а середній дохід на одну сім'ю — 59 650 доларів (медіана — 52 500). За межею бідності перебувало 5,4 % осіб, у тому числі 3,6 % дітей у віці до 18 років та 10,0 % осіб у віці 65 років та старших.
Цивільне працевлаштоване населення становило 62 особи. Основні галузі зайнятості: виробництво — 30,6 %, освіта, охорона здоров'я та соціальна допомога — 30,6 %, транспорт — 8,1 %, сільське господарство, лісництво, риболовля — 6,5 %.